# پتروپاولوفسک-کامچاتسکیی
شهر پتروپاولوفسک-کامچاتسکی (به روسی: Петропавловск-Камчатский) شهری است واقع در کشور روسیه که مرکز کرای کامچاتکا می باشد. جمعیت آن در سال ۲۰۱۰ میلادی برابر با ۱۷۹۷۸۰ نفر بوده است.

## نگارخانه

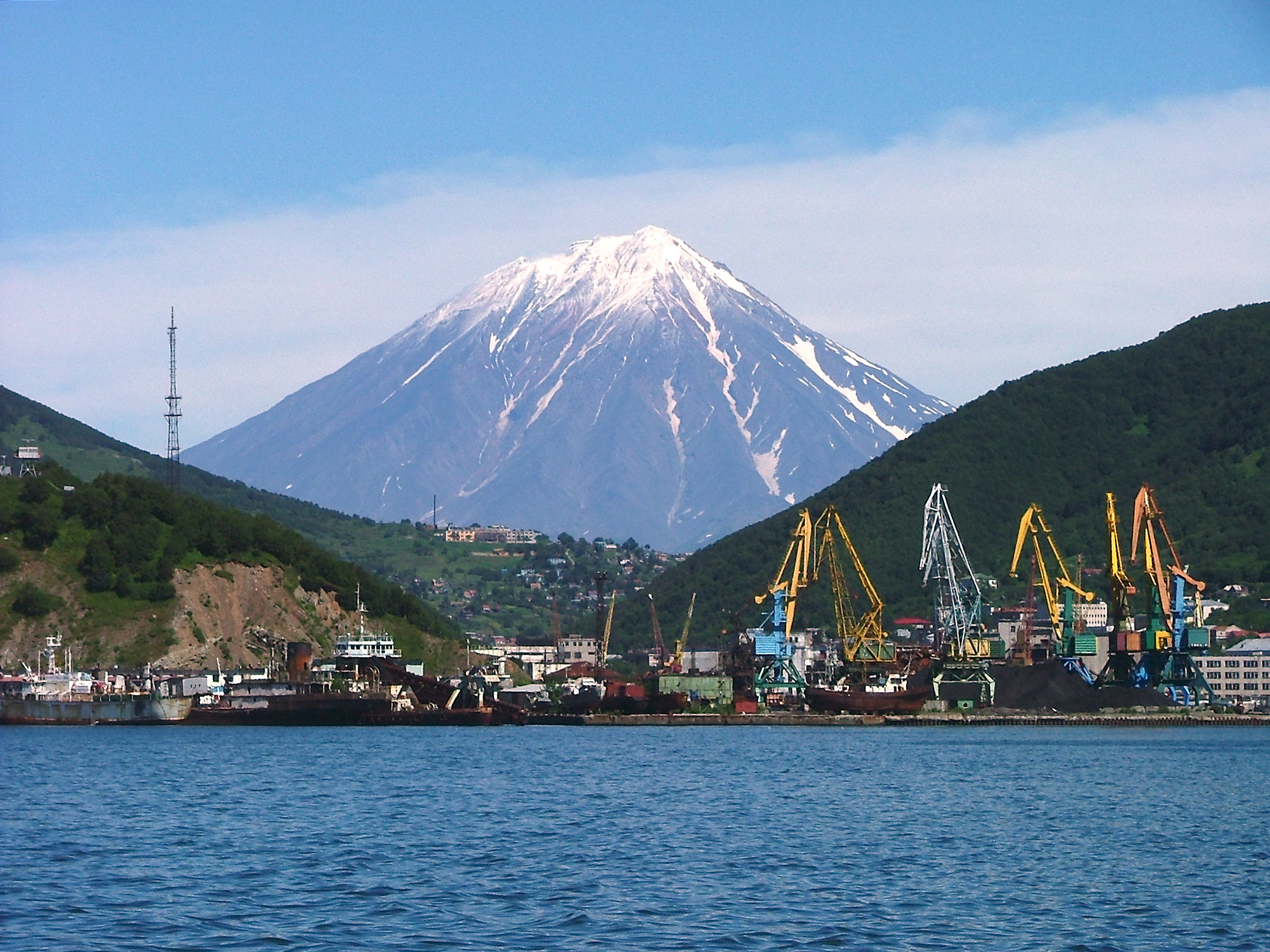
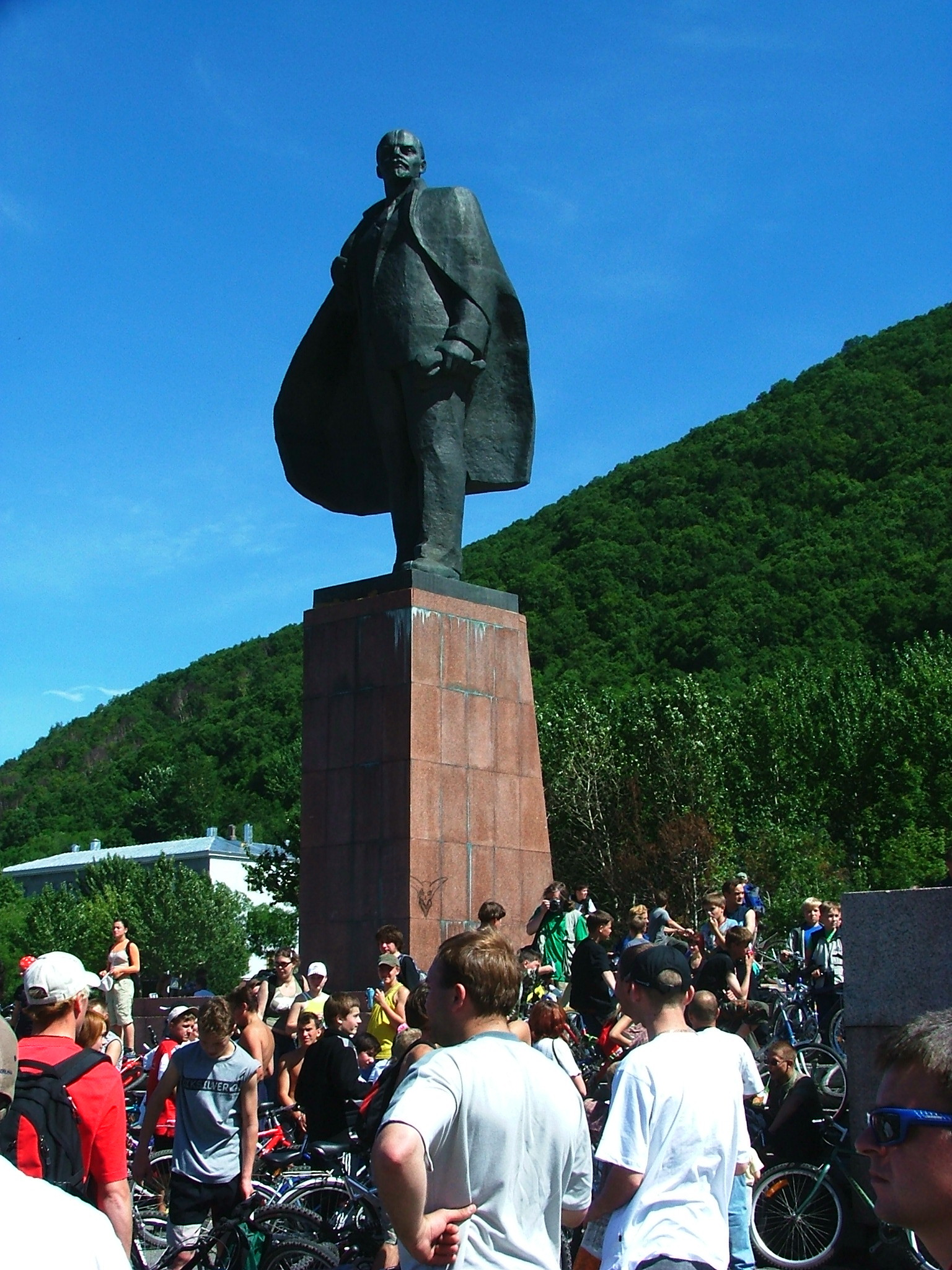
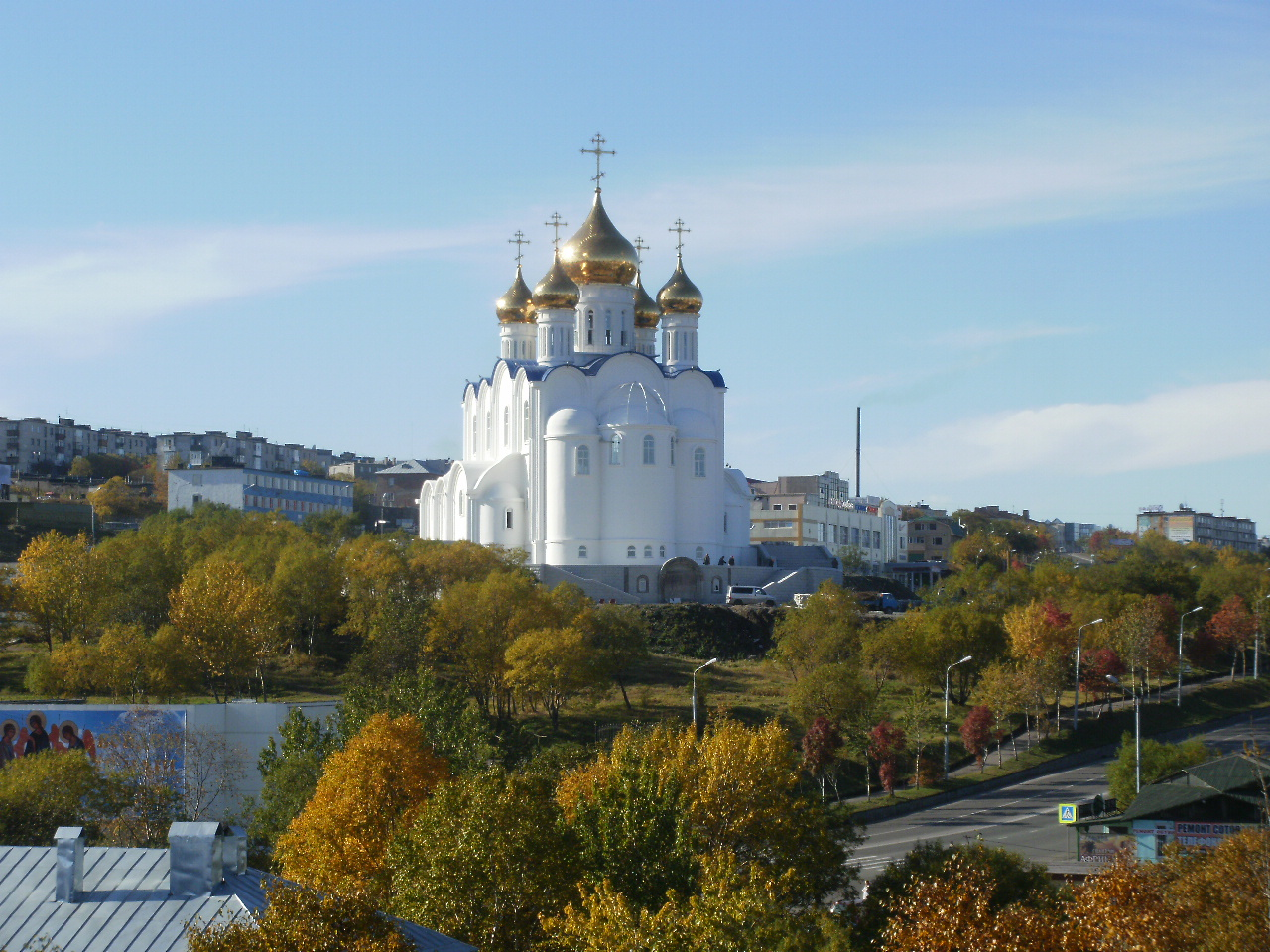
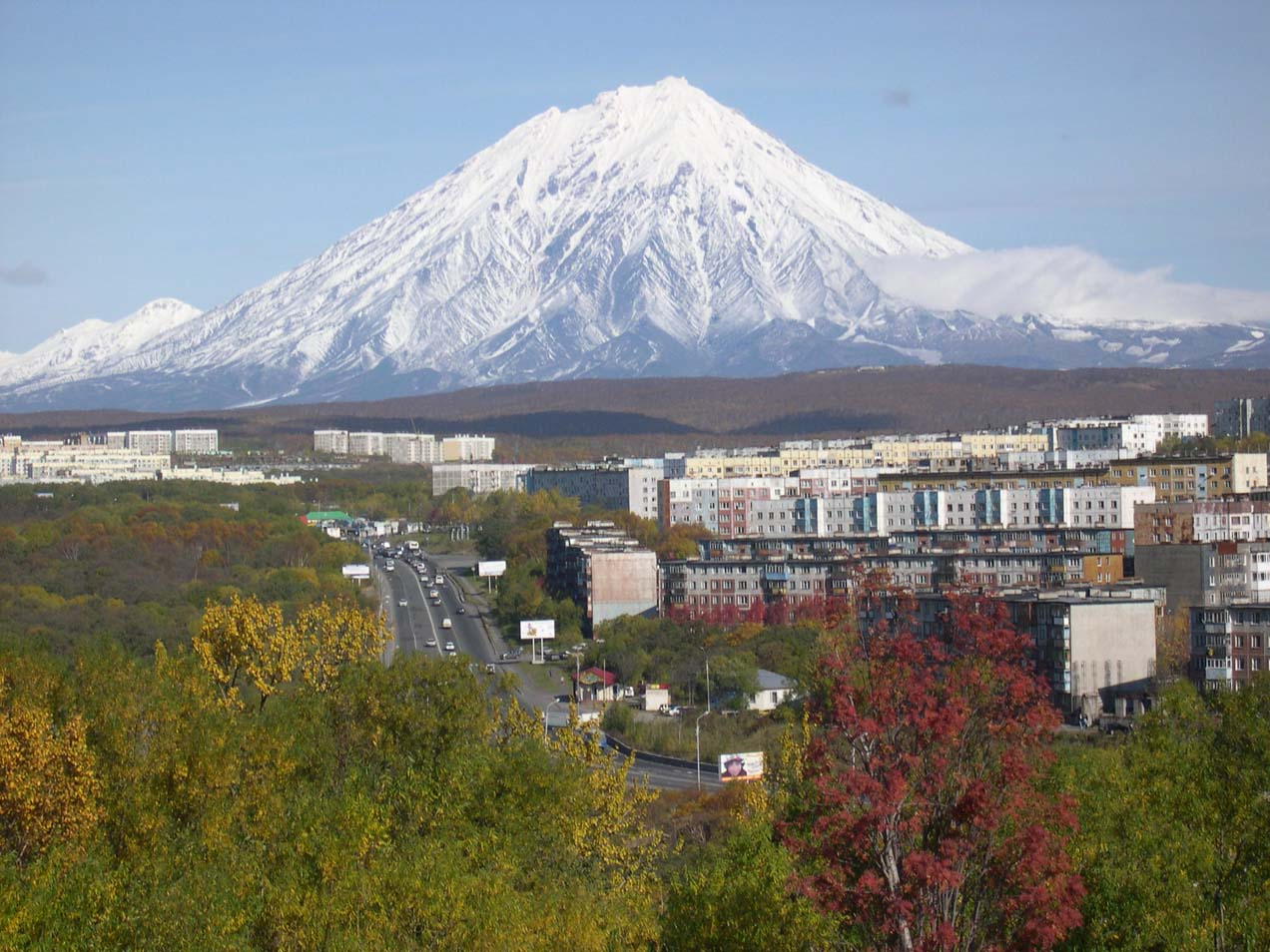
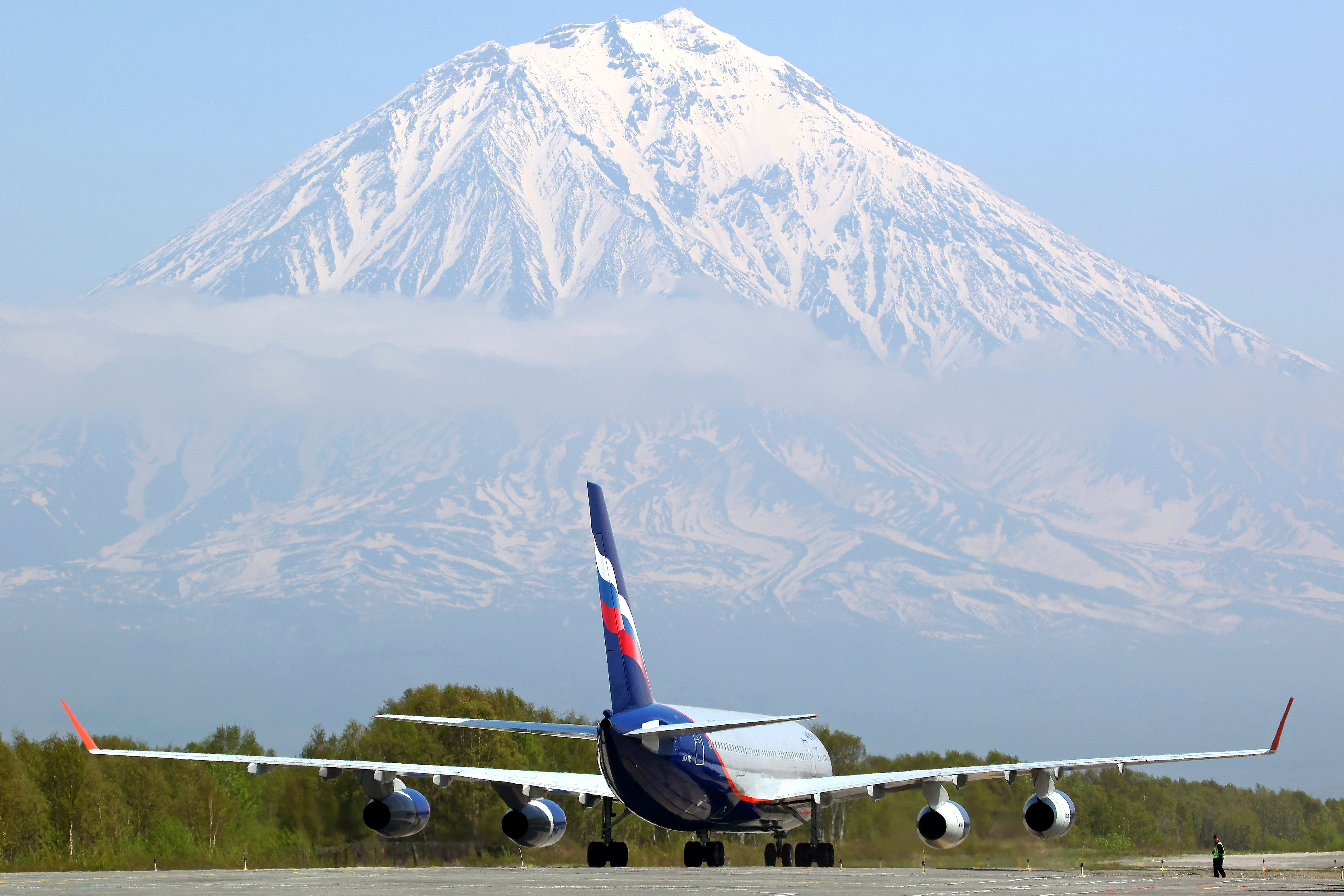
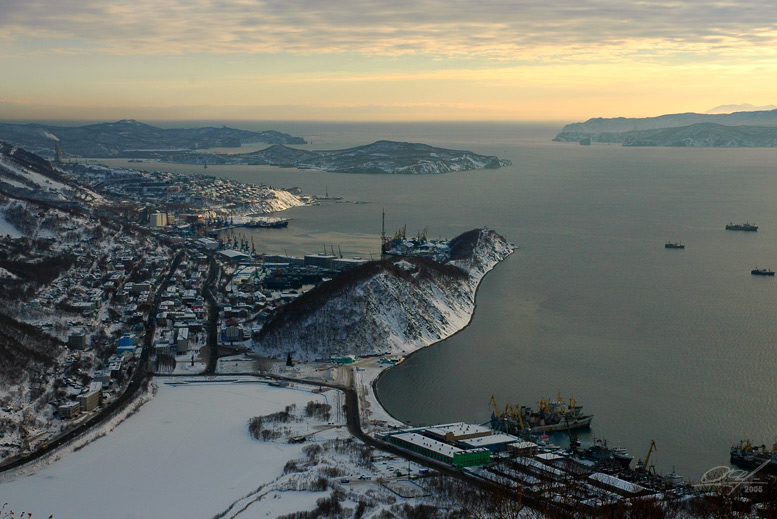
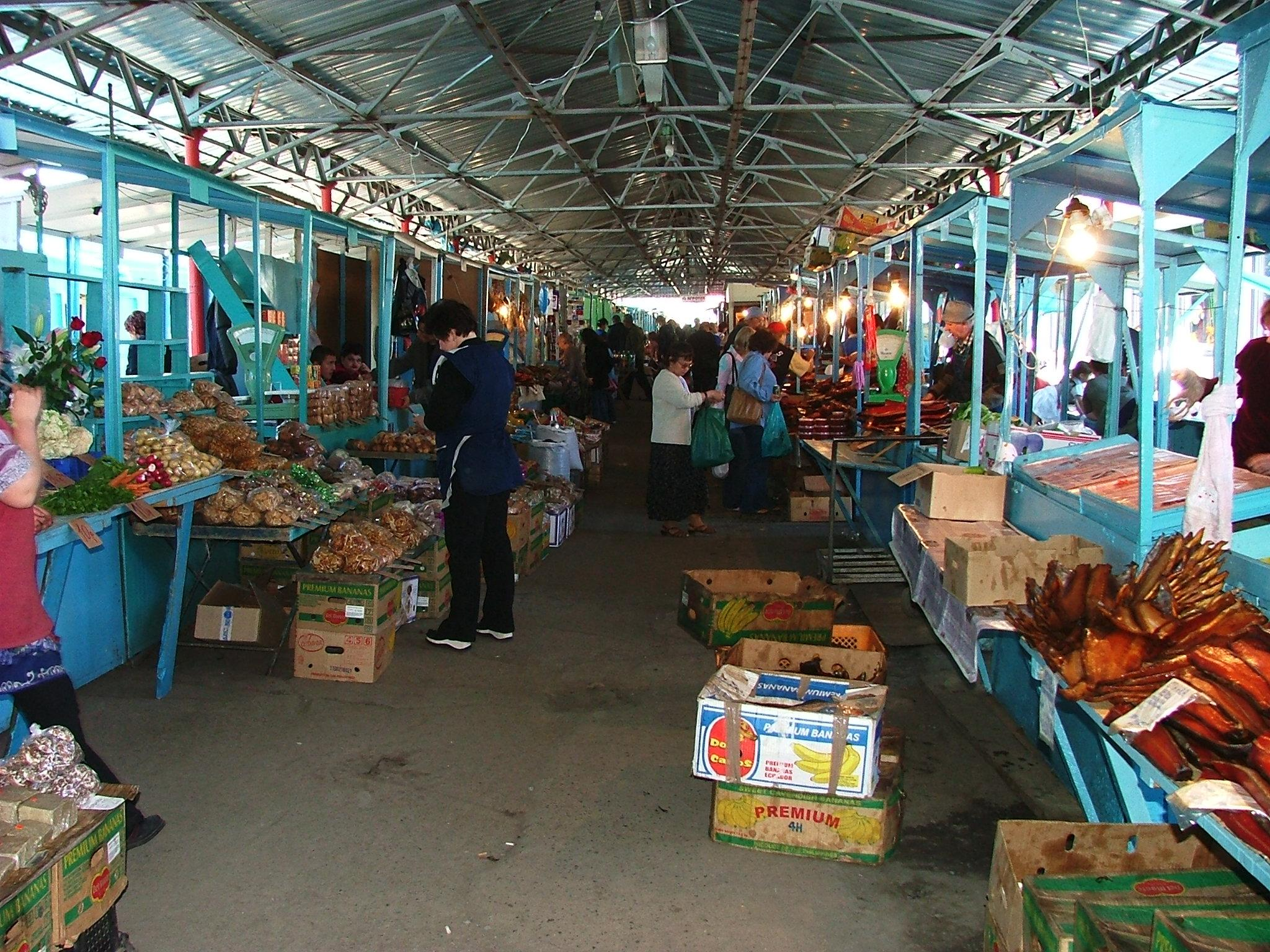
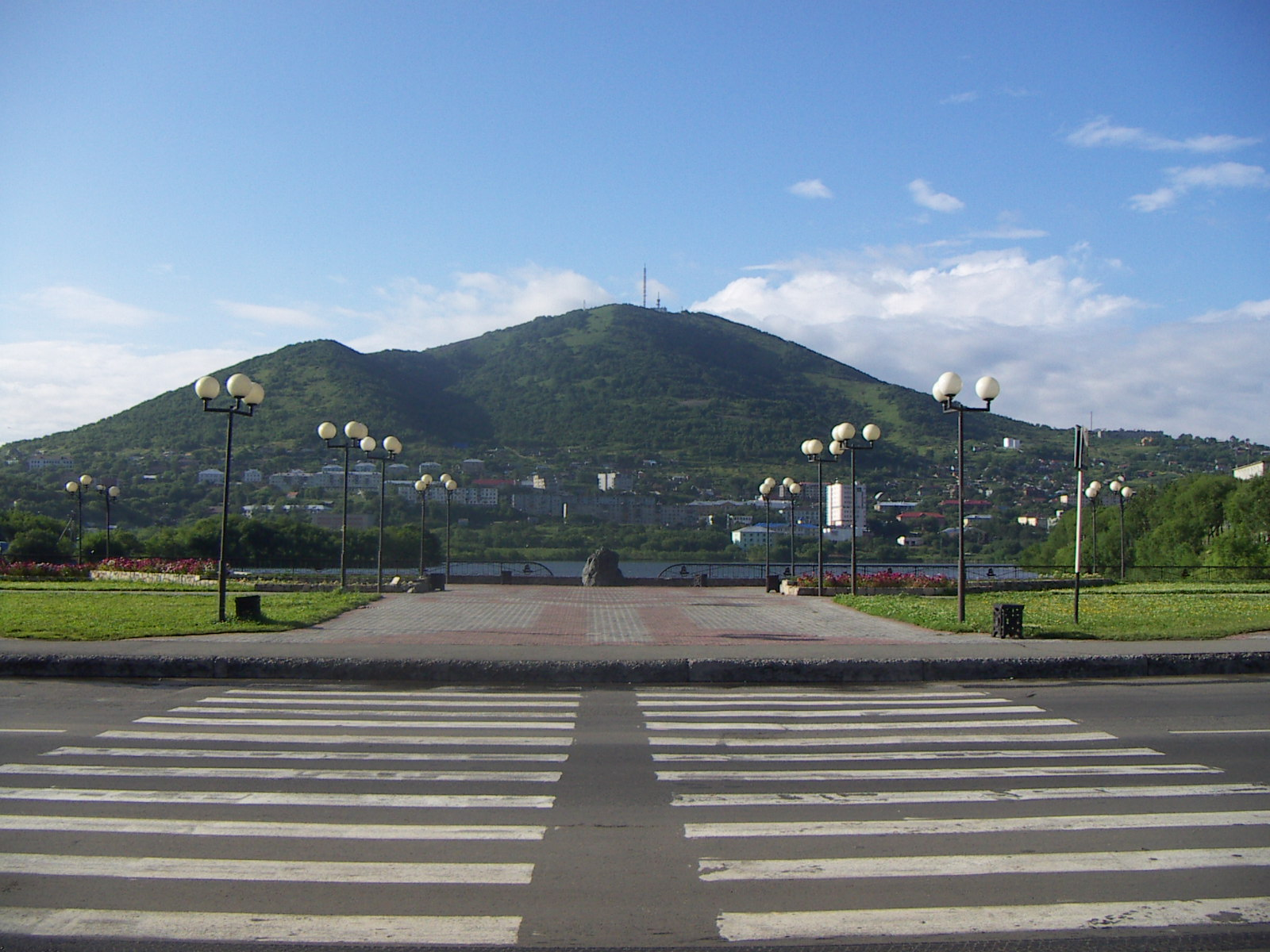
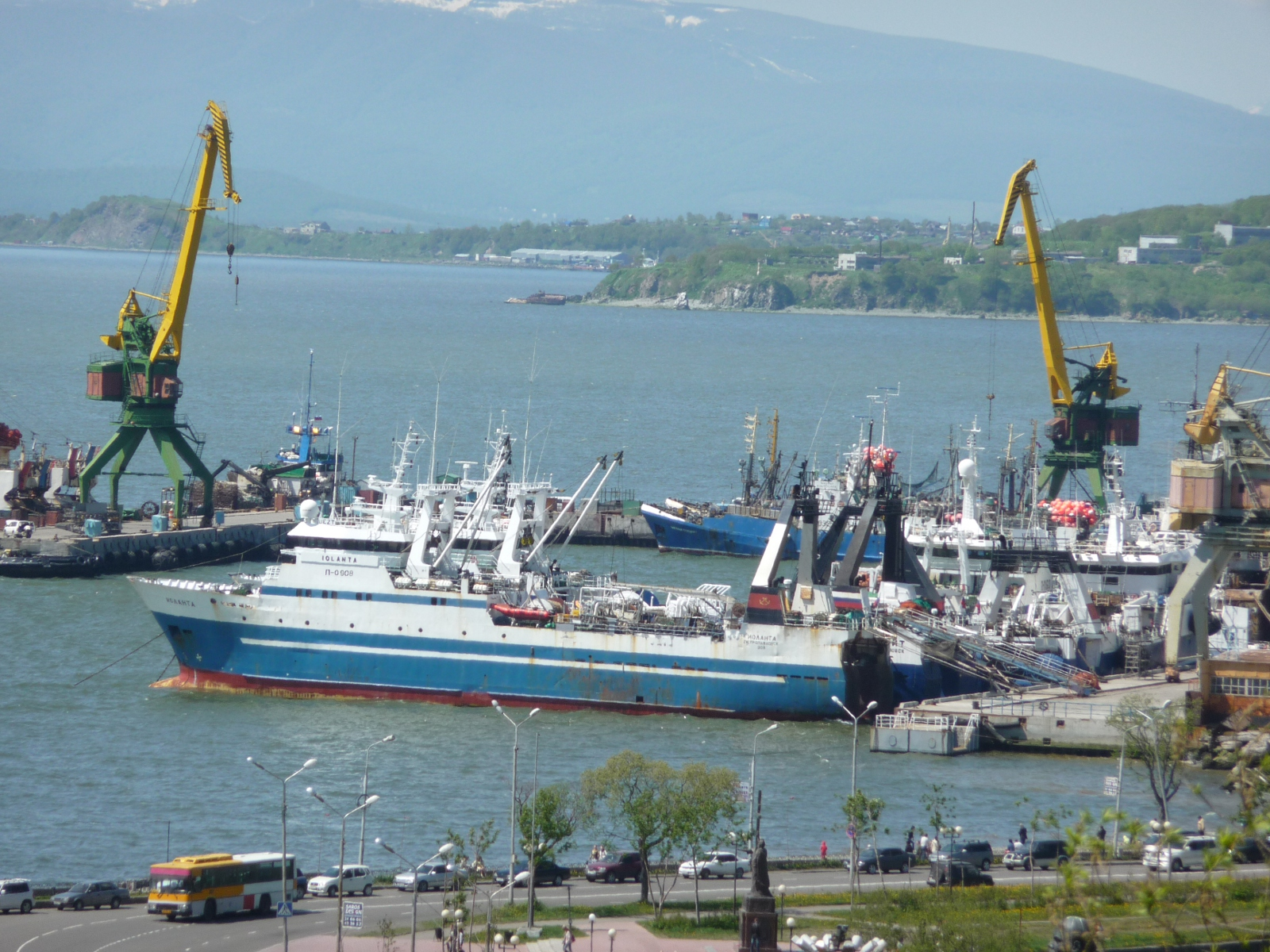
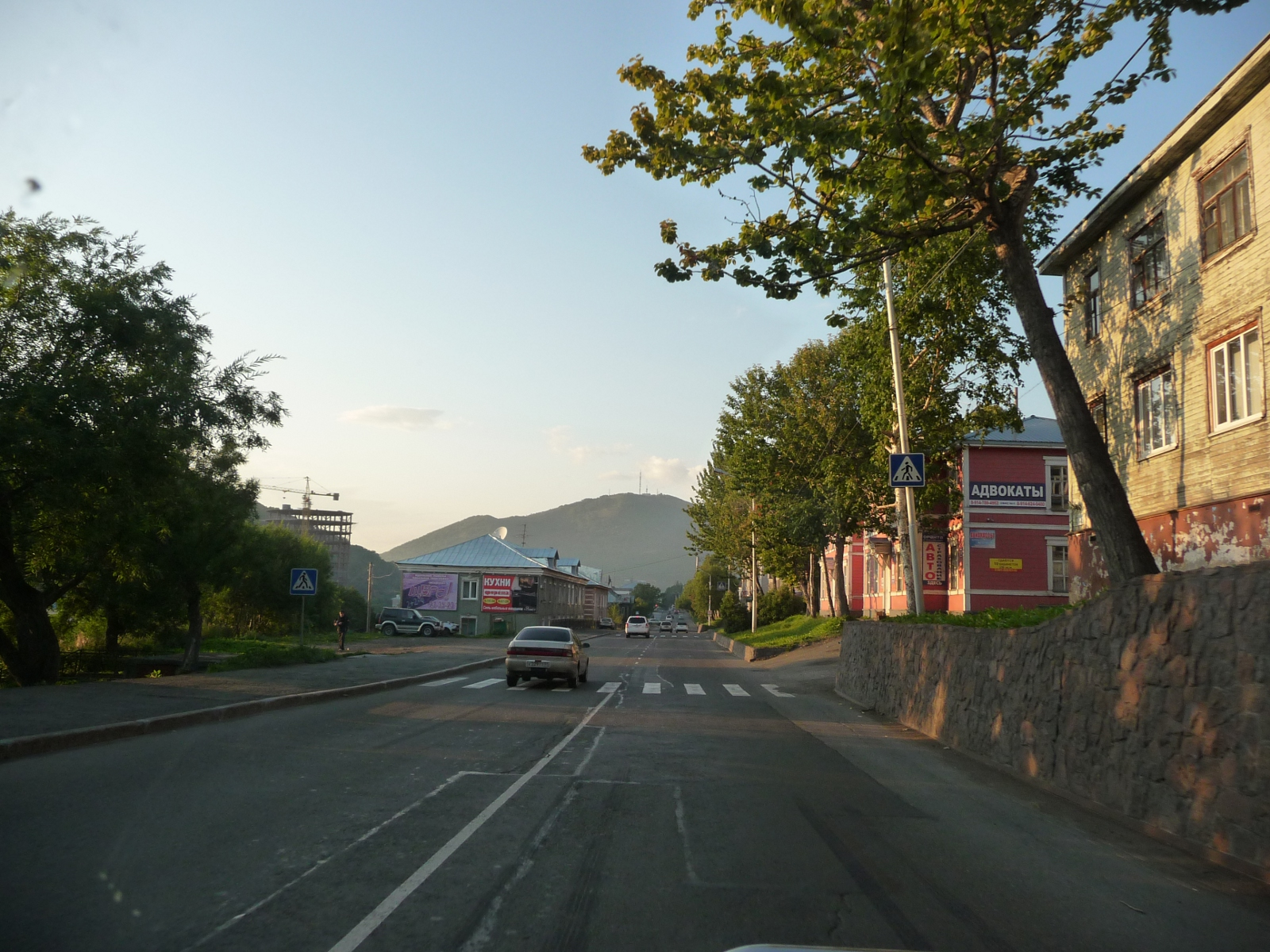
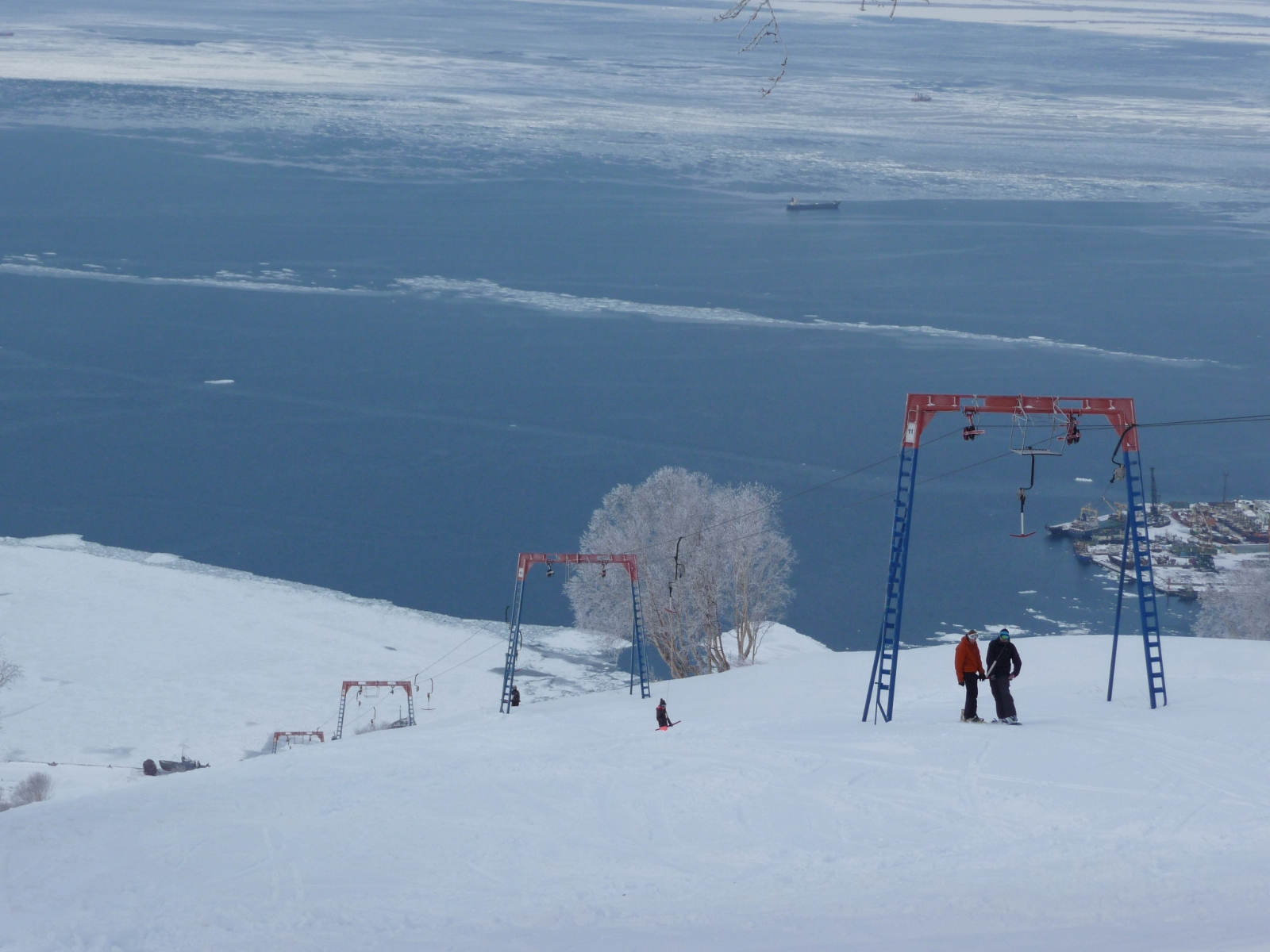
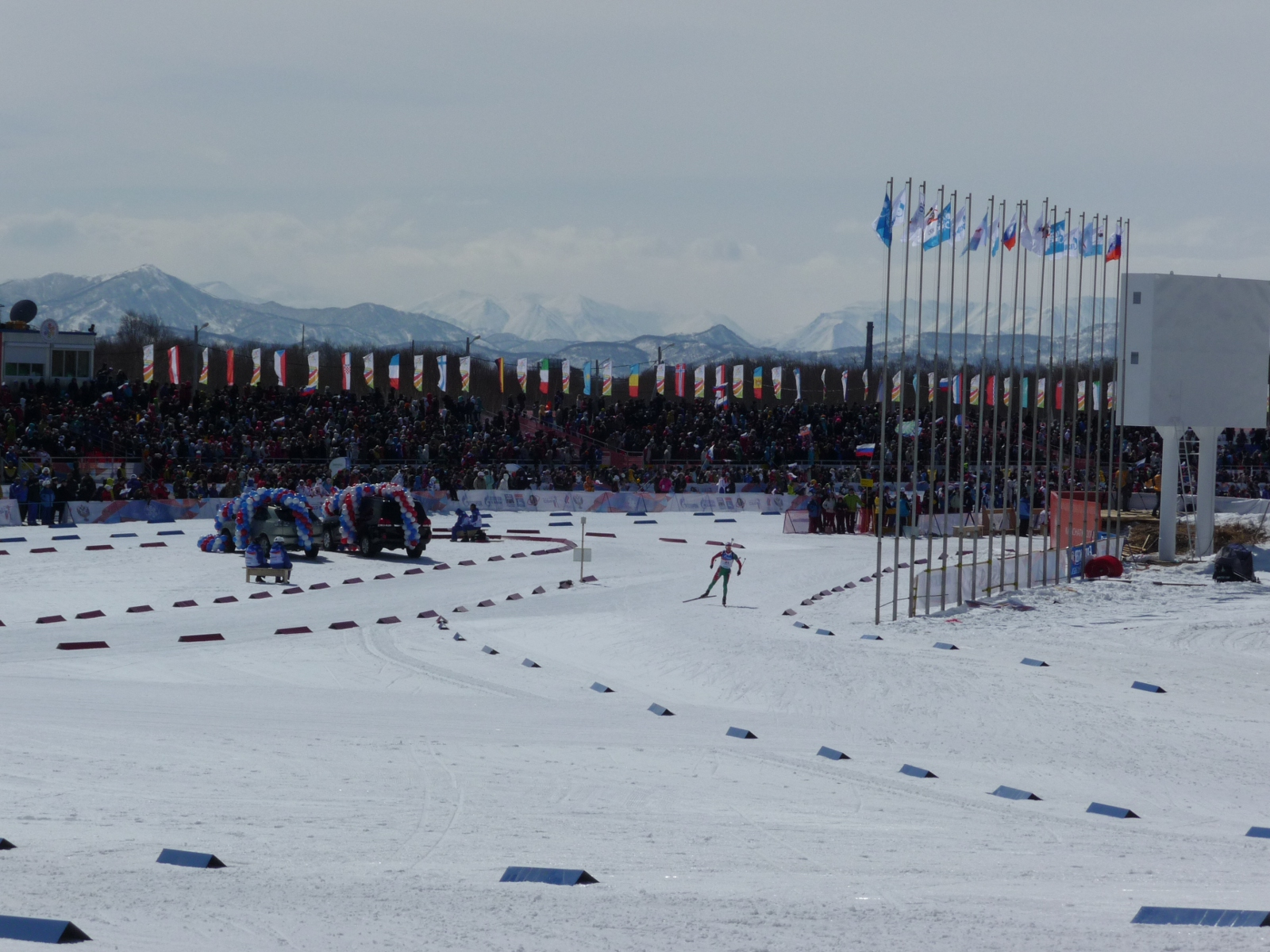
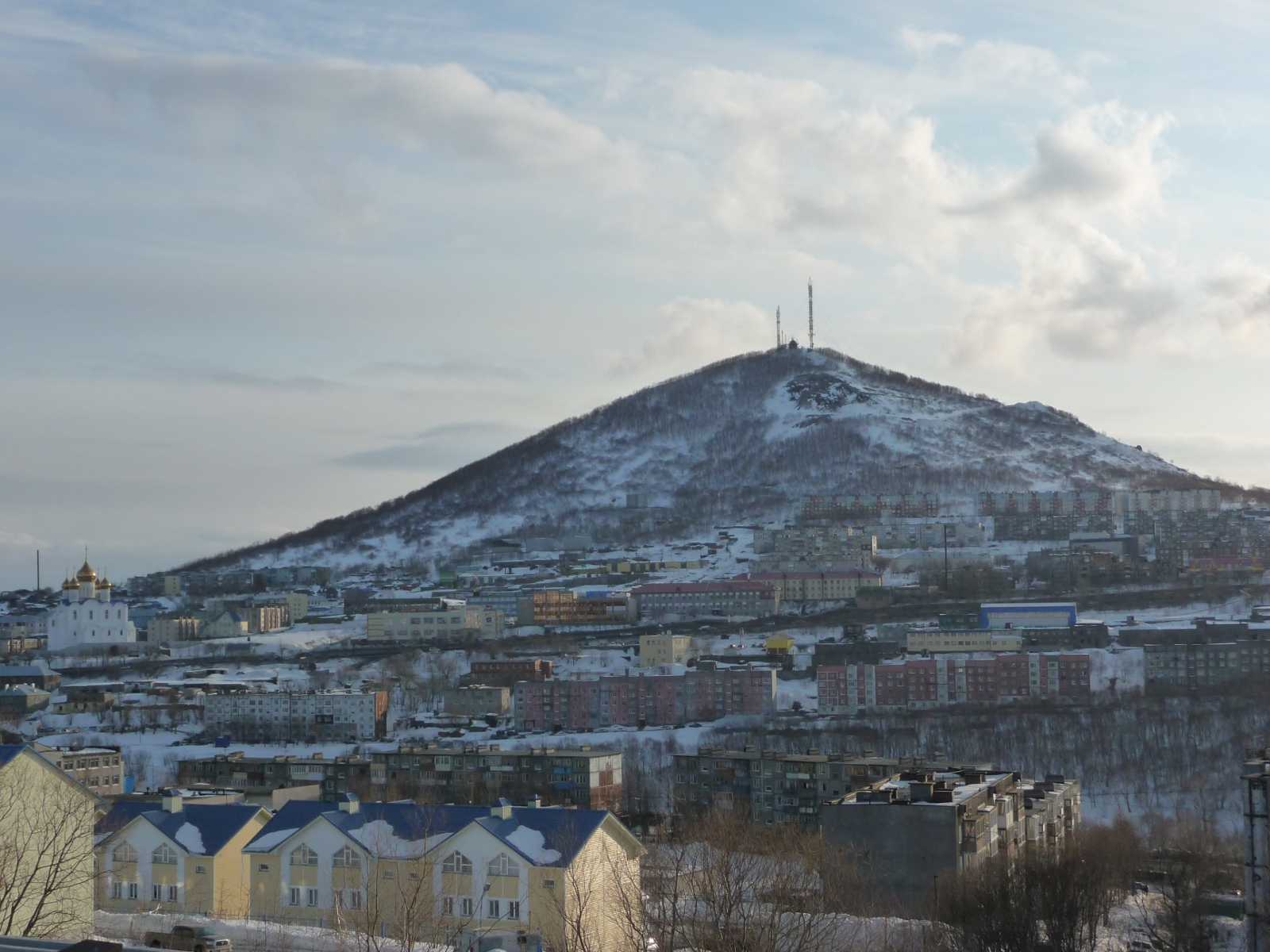
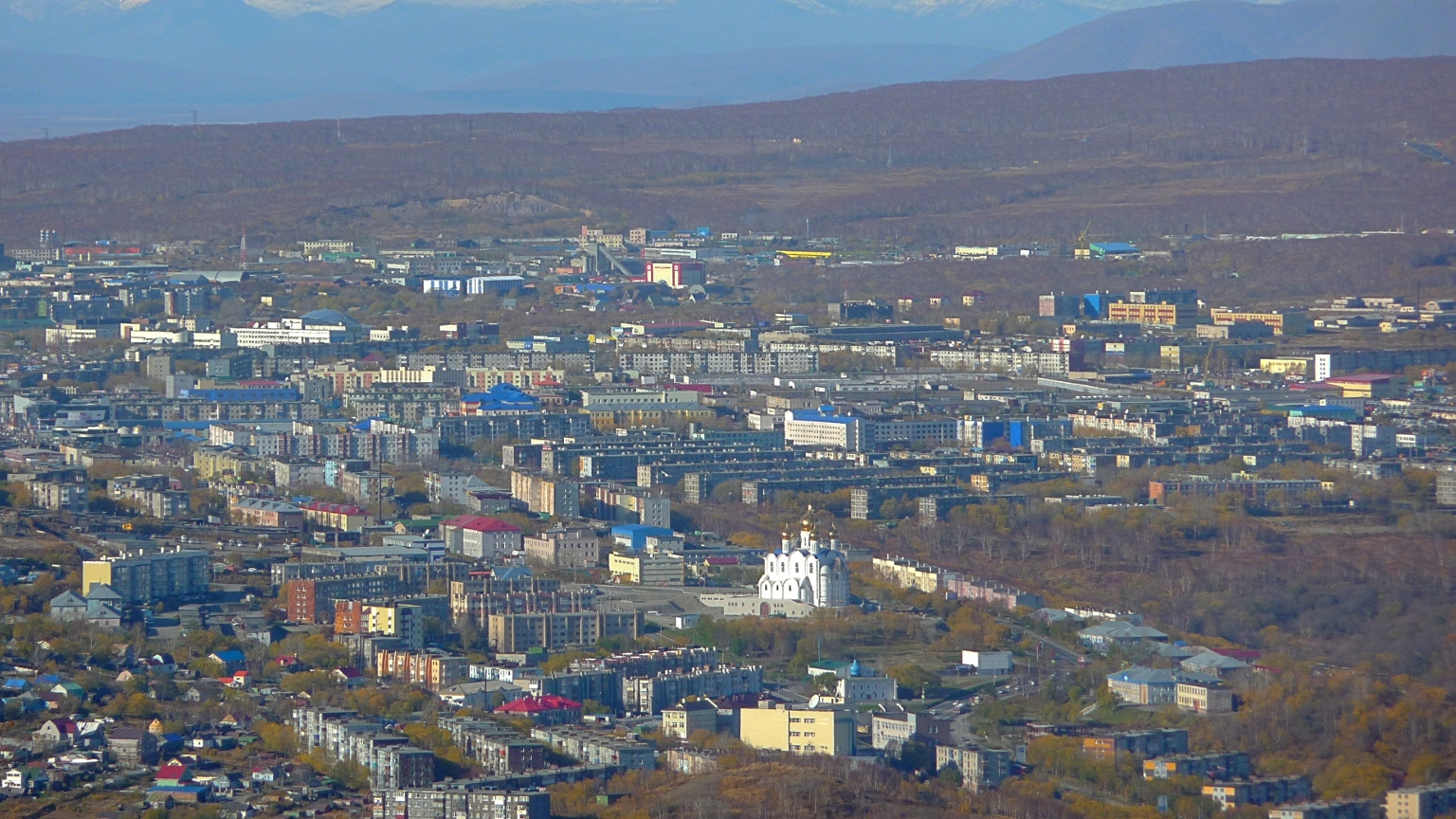
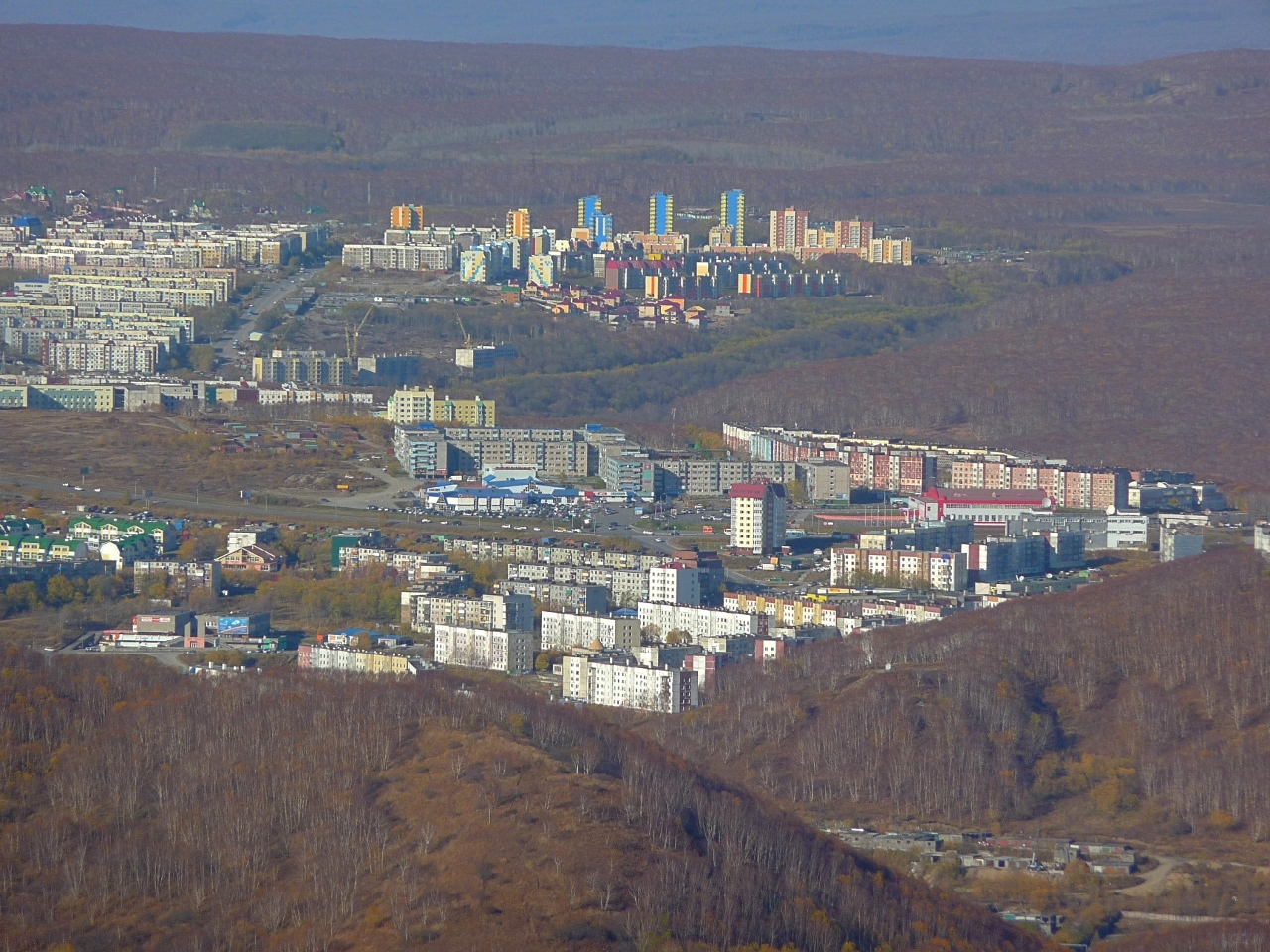
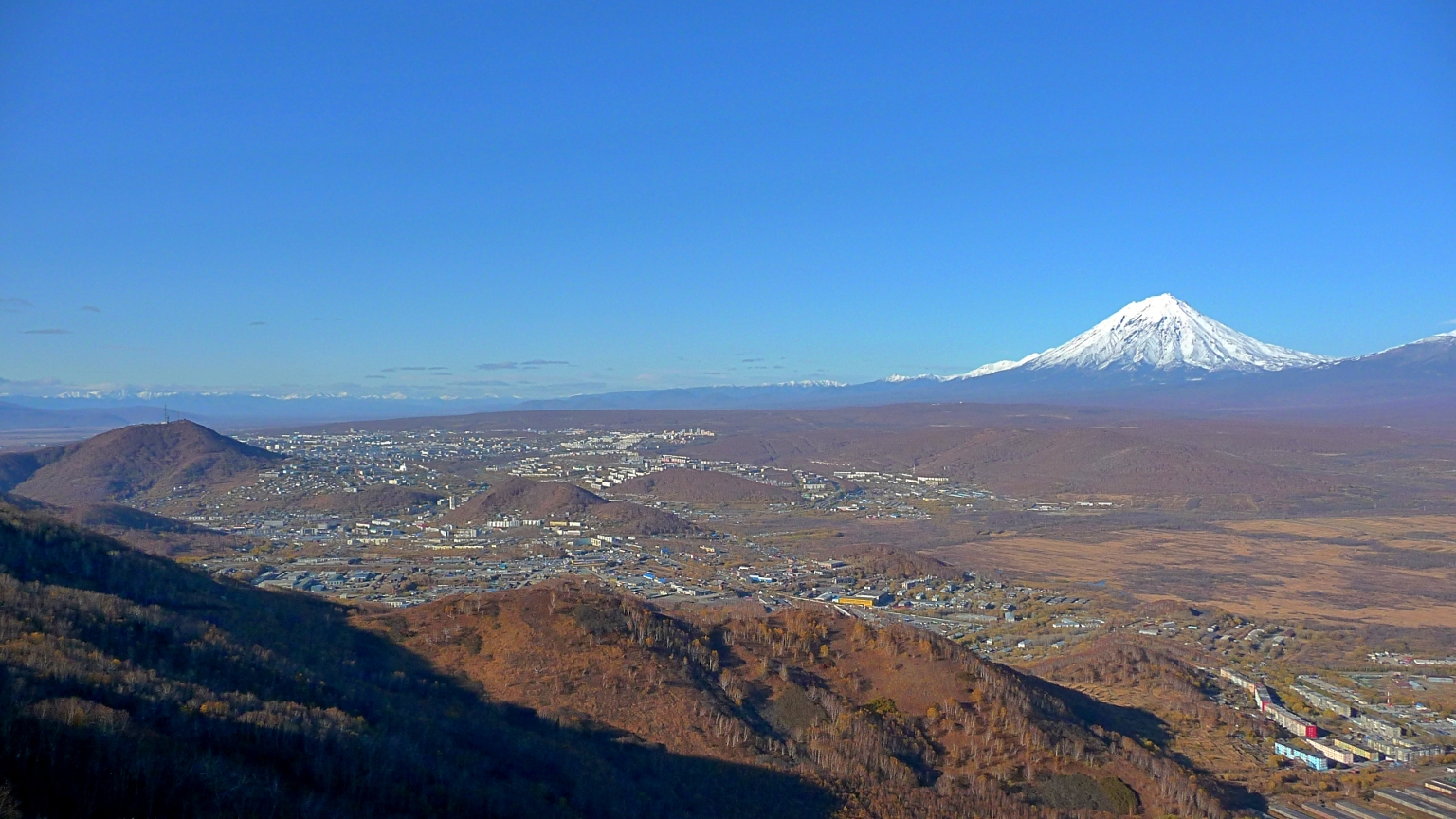